# Перкин, Уильям Генри (старший)
Сэр Уи́льям Ге́нри Пе́ркин (ста́рший) (англ. Sir William Henry Perkin; 12 марта 1838[…], Лондон — 14 июля 1907[…], Харроу, Мидлсекс) — английский химик-органик, создатель анилинового красителя мовеина. Отец Уильяма Генри Перкина (младшего).

## Детство
Уильям Перкин родился в восточной части Лондона; он был младшим из семи детей в семье. Отец, Джордж Перкин, был преуспевающим плотником; мать, Сара, родом из Шотландии, в детском возрасте переехала в Лондон. Уильям был крещён в приходе церкви Святого Павла (Шадуэлл), который исторически связан с такими известными личностями, как Джеймс Кук, Джейн Рэндольф Джефферсон (мать Томаса Джефферсона) и Джон Уэсли.
До 14 лет включительно Перкин обучался в школе Лондона, где его учителем был Томас Холл, который покровительствовал его талантам и вдохновил на продолжение карьеры в области химии.

## Открытие мовеина
В 1853 году, в возрасте пятнадцати лет, Перкин поступил в Королевский химический колледж Лондона (ныне входит в состав Имперского колледжа Лондона), где начал своё обучение под руководством Августа Вильгельма фон Гофмана.

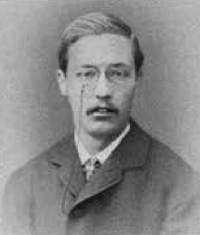
У. Г. Перкин в 1862 году

В первой половине XIX века химия была плохо развита: несмотря на принятие атомной теории, открытие большинства элементов и существование техники определения соотношения элементов в химических соединениях, всё ещё было тяжело определять структуры химических соединений. Гофман выдвинул и опубликовал гипотезу о том, как возможно было бы синтезировать хинин — вещество, использующееся для лечения малярии, в натуральном виде получаемое из коры только одного растения — хинного дерева — и потому являющееся довольно дорогим. Перкин, который к тому времени стал ассистентом Гофмана, приступил к серии экспериментов с целью синтезировать хинин. В 1856 году, во время пасхальных каникул, которые Гофман проводил на своей родине — в Германии, Перкин провёл ещё несколько экспериментов в примитивной лаборатории в комнате на верхнем этаже своего дома на Кэйбл-стрит в восточном Лондоне. Здесь он сделал своё великое открытие: из анилина, частично преобразованного химической реакцией в сырую смесь, с помощью экстракции спиртом можно выделить субстанцию яркого пурпурного цвета. Перкину, который увлекался рисованием и фотографией, сразу понравился результат, и он вместе со своим братом Томасом и другом Артуром Курчем продолжил создавать образцы. Так как эти эксперименты не были частью работы над хинином, для того, чтобы Гофман ничего не узнал о них, трое исследователей переехали в хижину, находившуюся в саду Перкина.
Предполагая, что наладив производство вещества пурпурного цвета, они смогут начать продавать его в качестве краски, исследователи продолжили изыскания в этом направлении. Их эксперименты показали, что субстанция окрашивает шёлк, и что окрашивание настолько устойчиво, что цвет сохраняется после многократной стирки и длительного воздействия солнечных лучей. Придумав для изобретённой краски название «мовеин», они отправили несколько образцов в компанию по покраске, находившуюся в городе Перт (Шотландия), и получили многообещающий отзыв от генерального директора этой компании Роберта Пуллара. В августе 1856 года, в возрасте 18 лет, Перкин подал заявку на патент. В то время все красители, использовавшиеся для покраски одежды, были натуральными веществами, многие из которых были дорогими и при этом трудно добываемыми. Более того, многие из красителей были малоустойчивыми. Пурпурный цвет, который был зна́ком знатности и престижа с древних времён, был особенно дорогим и тяжело вырабатываемым — краска, известная как тирский пурпур, делалась из слизистых выделений желёз некоторых моллюсков. Её получение было неустойчивым и сложным, поэтому Перкин и его брат поняли, что открыли возможную замену красителю, производство которого может быть использовано в коммерческих целях.
Перкин не мог выбрать лучшего времени для этого открытия: Англия была колыбелью промышленной революции, сильно ускоряемой продвижениями в производстве текстиля. Химия в своём развитии дошла до того момента, когда уже могла оказывать сильное влияние на промышленный процесс, а каменноугольный дёготь (главный источник сырья, необходимого для производства мовеина) вырабатывался в большом количестве как побочный продукт процесса производства коксового газа и каменноугольного кокса.
Открыв краситель, Перкин столкнулся с целым рядом проблем: найти деньги на начало производства, научиться производить краситель дёшево, адаптировать его к хлопку, заработать признание среди коммерсантов-красильщиков и создать спрос на краску. Он был активен во всём: убедил отца вложить свой капитал и предложил своим братьям стать партнёрами по созданию фабрики. Уильям изобрёл закрепитель для хлопка, давал технические советы красильщикам и рекламировал новый краситель. Спрос вырос тогда, когда сходный цвет избрали королева Виктория в Англии и императрица Евгения, супруга Наполеона III, во Франции, и когда юбки с кринолином, на пошив которых требовалось много ткани, вошли в моду. Благодаря упорной работе и некоторой удаче Перкин разбогател.
После открытия мовеина появилось много новых анилиновых красок (некоторые были также открыты Перкином) и по всей Европе были построены фабрики по их производству.

## Поздние годы

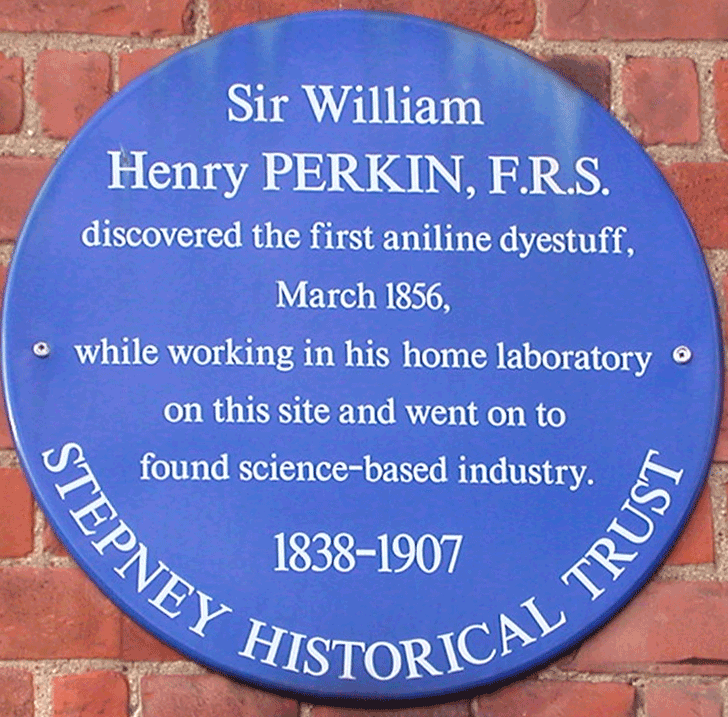
Синяя мемориальная доска на улице Кабель

Уильям Перкин продолжал исследования в области органической химии всю свою жизнь: он открывал и продавал синтетические красители, такие как британский фиолетовый и перкинский зелёный, открыл способы добычи кумарина — одного из первых синтетических сырьевых материалов для изготовления духов, и коричную кислоту. Реакция, проводимая при её синтезе, позднее стала известна как реакция Перкина. Местные жители стали замечать, что цвет Великого Соединённого канала, расположенного неподалёку, изменялся каждую неделю в зависимости от активности Перкинской Гринфордской красильни. В 1869 году Перкин нашёл способ коммерческого производства отличной красной краски под названием «Ализарин» из антрацена, который был получен из корня марены сорока годами ранее, в 1826 году, французским химиком Пьером Робике одновременно с пурпурином — другой красной краской, пользующейся меньшим спросом. Однако немецкая химическая компания BASF успела запатентовать этот же процесс за день до него. В течение следующих десяти лет новообразованная Германская империя быстро сместила Великобританию с позиции центра европейской химической промышленности. К 90-м годам XIX века Германия фактически монополизировала индустрию. В 1874 году Перкин продал свою фабрику и вышел в отставку довольно богатым человеком.
Перкин умер в 1907 году от пневмонии и осложнений, вызванных разрывом аппендикса. Он был женат дважды: первый раз в 1859 году на Джемине Харриет, дочери Джона Лиссетта, и второй раз на Александре Каролине, дочери Хельмана Моллво. У него было двое сыновей от первого брака: Уильям Генри Перкин младший и Артур Георг Перкин. Также у него был один сын от второго брака — Фредерик Моллво Перкин, и четыре дочери. Все три сына впоследствии стали химиками. В течение 46 лет Перкин был членом компании Lethersellers’, а с 1896 по 1897 год был её главой. Его отец и дед также были членами этой компании.
Сегодня голубая мемориальная доска висит на доме на улице Кабель, в котором жил Перкин, на перекрёстке переулка Короля Давида и около завода Перкина в Гринфорде.

## Почётные звания и награды
За свою жизнь Перкин получил множество почётных званий и наград. В июне 1866 года он был избран членом Лондонского королевского общества, в 1879 году получил Королевскую медаль, а в 1889 — медаль Дэви. Он был произведён в рыцари в 1906 году и стал первым, удостоенным награды, названной в его честь — медали Перкина — премии, организованной в честь пятидесятилетней годовщины открытия мовеина. Сегодня медаль Перкина признана высшей наградой в области американской промышленной химии. Она вручается ежегодно Американской частью общества химической промышленности способным и одарённым химикам.